# Somogyvári István
Somogyvári István (Budapest, 1952. november 5.) magyar jogtudós, bíró. 1998 és 2004 között az Igazságügyi Minisztérium közigazgatási államtitkára, majd 2006-ig a minisztérium az új alkotmány előkészítésének miniszteri biztosa. 2006-ban az Állami Számvevőszék főtitkárhelyettesévé nevezték ki.

## Életpályája
1972-ben kezdte meg egyetemi tanulmányait az Eötvös Loránd Tudományegyetem Állam- és Jogtudományi Karán. Itt szerzett jogi doktorátust 1977-ben. Ennek megszerzése után a Pest Megyei Bíróságon kapott fogalmazói állást. Jogi szakvizsgáját 1979-benn tette le. Ezt követően 1982-ig előbb a Ceglédi, majd a Váci Járásbíróságon volt polgári ügyszakos bíró. 1982–1983-ban a Pest Megyei Bíróság bírája lett. 1983-ban került az Igazságügyi Minisztérium törvény-előkészítő főosztályára, ahol először munkatársi, később osztályvezetői beosztásban dolgozott. Később felkérték alkotmány-előkészítő kodifikációs titkárságra, ahol először főosztályvezető-helyettes, majd főosztályvezető lett. Ilyen minőségéban részt vett az 1989-es Nemzeti Kerekasztal-tárgyalásokon. A rendszerváltás után a Miniszterelnöki Hivatal főtanácsadójává nevezték ki. 1995-ben az Országgyűlés alkotmány-előkészítő bizottságának titkárságvezetője lett, majd az 1998-as kormányváltás után visszatért az Igazságügyi Minisztériumba közigazgatási államtitkári beosztásban. Tisztségét 2004-ig töltötte be. Ezt követően Petrétei József akkori igazságügyi miniszter megbízta az új alkotmány előkészítésének miniszteri biztosává. 2006-ban az Állami Számvevőszék egyik főtitkárhelyettese lett.
Munkája mellett címzetes egyetemi docens a Budapesti Corvinus Egyetemen, illetve óraadó az ELTE Állam- és Jogtudományi Karán. 2010-ben utóbbi helyen címzetes egyetemi tanári címet kapott. Ezenkívül jogiszakvizsga-bizottságok tagja. Alkotmányjogi és közigazgatási jogi kérdésekben publikál. A Közjogi Szemle és az Európai Tükör című folyóiratok szerkesztőbizottsági tagja. Tagja a Magyar Jogász Egyletnek, a Magyar Alkotmányjogászok Egyesületének és a Magyar Politikatudományi Társaságnak. 2002-ben a Magyar Köztársasági Érdemrend középkeresztjével tüntették ki.

## Főbb publikációi
- A családjogi törvény magyarázata (társszerző, 1988)
- A polgári eljárásjog új szabályozásának átfogó koncepciója (1988)
- A hatékony működést biztosító egyes jogintézmények a fejlett demokráciák házszabályaiban (1993)
- The Operation of the Standing Orders (1994)
- Az Igazságügyi Minisztérium alkotmánykoncepciója (1995)
- Alkotmányozás Magyarországon (1996)
- A magyar parlamenti rendszer reformja (1998)
- Az uniós csatlakozás alkotmánymódosítást igénylő kérdései (2001)
- A közigazgatási reform új perspektívái (társszerk., 2006)
- Az ellenőrzés rendszere és módszerei (társszerző, 2008)
- Húszéves a köztársasági alkotmány (2009)